# 津地方裁判所
津地方裁判所（つちほうさいばんしょ）は、三重県津市にある日本の地方裁判所の一つで、三重県を管轄している。略称は、津地裁（つちさい）。
三重県を管轄しており、津市に置かれている本庁のほか、松阪市・伊賀市・四日市市・伊勢市・熊野市の5市に地方裁判所および家庭裁判所の支部が設置されている。さらに、前述の6箇所にくわえ鈴鹿市・桑名市・尾鷲市の3箇所を加えた9箇所に簡易裁判所が設置されている。また、津・伊賀・四日市・伊勢の4つの検察審査会も設置されている。
かつては亀山市・鳥羽市・多気郡大台町にも簡易裁判所が設置されていたが、1988年に津・伊勢の各簡裁に統合の上、廃止されている。

## 所在地
- 本庁・津簡易裁判所：三重県津市中央3-1  北緯34度43分9.8秒 東経136度30分29秒 / 北緯34.719389度 東経136.50806度
近鉄名古屋線 津新町駅 徒歩15分
JR紀勢線, 近鉄名古屋線, 伊勢鉄道伊勢線 津駅 徒歩30分
- 松阪支部・松阪簡易裁判所：三重県松阪市中央町36-1  北緯34度34分46.9秒 東経136度32分21.2秒 / 北緯34.579694度 東経136.539222度
JR紀勢線, 名松線, 山田線 松阪駅 徒歩8分
- 伊賀支部・伊賀簡易裁判所：三重県伊賀市上野丸之内130-1  北緯34度46分6.7秒 東経136度7分52.8秒 / 北緯34.768528度 東経136.131333度
伊賀鉄道伊賀線 上野市駅 徒歩3分
- 四日市支部・四日市簡易裁判所：三重県四日市市三栄町1-22  北緯34度57分50.4秒 東経136度37分25.8秒 / 北緯34.964000度 東経136.623833度
近鉄名古屋線, 湯の山線, 内部線 近鉄四日市駅 徒歩10分
JR関西線, 伊勢鉄道伊勢線 四日市駅徒歩10分
- 伊勢支部・伊勢簡易裁判所：三重県伊勢市岡本1丁目2-6  北緯34度29分11.8秒 東経136度42分34.2秒 / 北緯34.486611度 東経136.709500度
近鉄山田線, 鳥羽線 宇治山田駅 徒歩8分
JR参宮線, 近鉄山田線 伊勢市駅 徒歩12分
- 熊野支部・熊野簡易裁判所：三重県熊野市井戸町784  北緯33度53分25.4秒 東経136度5分44.3秒 / 北緯33.890389度 東経136.095639度
JR紀勢線 熊野市駅 徒歩15分
- 鈴鹿簡易裁判所：三重県鈴鹿市神戸3-25-3  北緯34度52分34.5秒 東経136度35分9.1秒 / 北緯34.876250度 東経136.585861度
近鉄鈴鹿線 鈴鹿市駅 徒歩10分
- 桑名簡易裁判所：三重県桑名市吉之丸12  北緯35度3分42.8秒 東経136度41分56.4秒 / 北緯35.061889度 東経136.699000度
JR関西線, 近鉄名古屋線, 養老鉄道養老線 桑名駅 徒歩30分
- 尾鷲簡易裁判所：三重県尾鷲市中央町6-23  北緯34度4分13.6秒 東経136度11分34.6秒 / 北緯34.070444度 東経136.192944度
JR紀勢線 尾鷲駅 徒歩20分
- 亀山簡易裁判所（1988年廃止当時）：三重県亀山市西町759
- 鳥羽簡易裁判所（1988年廃止当時）：三重県鳥羽市鳥羽2丁目15-19
- 大台簡易裁判所（1988年廃止当時）：三重県多気郡大台町上三瀬890-3

## 管轄
本庁
- 津市、亀山市、鈴鹿市、松阪市（嬉野地域振興局及び三雲地域振興局の各所管区域）

松阪支部
- 松阪市（嬉野地域振興局及び三雲地域振興局の各所管区域を除く）、多気郡多気町、明和町、大台町、度会郡大紀町

伊賀支部
- 伊賀市、名張市

四日市支部
- 四日市市、桑名市、いなべ市、桑名郡木曽岬町、員弁郡東員町、三重郡菰野町、朝日町、川越町

伊勢支部
- 伊勢市、鳥羽市、志摩市、度会郡玉城町、度会町、南伊勢町

熊野支部
- 熊野市、尾鷲市、北牟婁郡紀北町、南牟婁郡御浜町、紀宝町

※ただし、行政事件、裁判員の参加する裁判、四日市を除く各支部の合議事件、松阪・伊賀・伊勢の各支部の少年事件、松阪支部の執行事件（不動産競売、債権、財産開示）、熊野支部の執行事件（不動産競売、債権）は本庁でそれぞれ取り扱う。

## 沿革

### 本庁・津簡易裁判所
- 1876年（明治9年）11月13日 - 三重県庁内に名古屋裁判所安濃津支庁および安濃津区裁判所を設置[1][2]。
- 1878年（明治11年）1月4日 - 安濃郡岩田村（橋南）に新築移転[1][2]。
- 1882年（明治15年）1月1日 - 名古屋裁判所安濃津支庁を安濃津始審裁判所、安濃津区裁判所を安濃津治安裁判所と改称[3]。
- 1890年（明治23年）11月1日 - 安濃津始審裁判所を安濃津地方裁判所、安濃津治安裁判所を安濃津区裁判所と改称[4]。
- 1893年（明治26年）3月27日 - 津市丸之内殿町の新庁舎（木造）に移転[5][1][2]。
- 1945年（昭和20年）7月 - 戦災で全焼。その後、三重県立盲唖学校校舎の一部を借用[2]。
- 1947年（昭和22年） - 元地に旧軍用建物を移改築し、そこに復帰。安濃津地方裁判所を津地方裁判所、安濃津区裁判所を津簡易裁判所と改称[2][6]。
- 1948年（昭和23年） - 津家事審判所を設置[2]。
- 1949年（昭和24年） - 津家事審判所を津家庭裁判所と改称[2]。
- 1951年（昭和26年） - 三重大学敷地（元附属小学校運動場）に津家庭裁判所庁舎（鉄筋コンクリート3階と木造2階）を新築、津地方裁判所とともに移転[2]。
- 1964年（昭和39年）3月 - 津市丸之内殿町（現・津市中央）に新築移転（現在のA館）、同年3月30日に業務開始。同年4月22日に落成式挙行[7]。
- 19xx年xx月 - 現在のB館が完成。
- 2007年（平成19年）7月 - 裁判員制度に対応する法廷を備えた新棟（C館）が完成、同年7月18日から新法廷の使用開始[8]。

### 松阪支部・松阪簡易裁判所

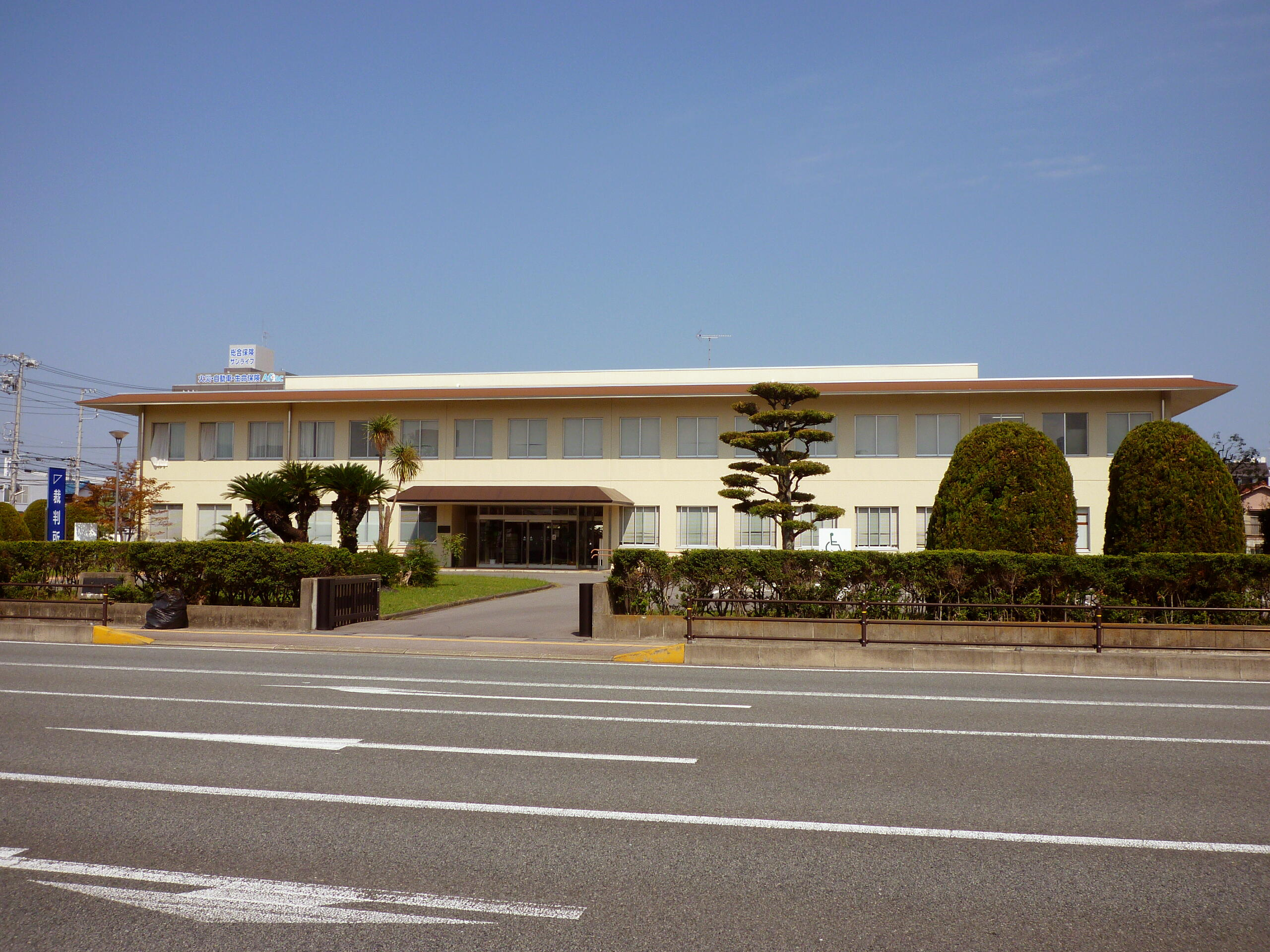
松阪支部

- 1886年（明治19年）頃 - 安濃津始審裁判所松阪登記所を飯高飯南郡役所内に設置[9]。
- 1888年（明治21年）11月15日 - 安濃津治安裁判所松阪出張所に改称[10]。
- 1889年（明治22年）1月5日 - 飯南郡松阪湊町に庁舎を新築、開庁式を挙行。同年1月11日より新庁舎での業務開始[11]。
- 1890年（明治23年）11月1日 - 松阪区裁判所と改称[4]。
- 1893年（明治26年）3月29日 - 火災により庁舎が類焼、その後、松阪公園内の考祥館を仮庁舎とする[12]。
- 1894年（明治27年）1月22日 - 新築した庁舎に移転[13][14]。
- 1913年（大正2年）4月21日 - 松阪区裁判所を廃止[15]。
- 1919年（大正8年）7月1日 - 松阪区裁判所を再設置[16]。
- 1947年（昭和22年） - 松阪区裁判所を松阪簡易裁判所に改称[6]。津地方裁判所松阪支部を併置、権限を乙号とする[17]。
- 1954年（昭和29年）10月16日 - 松阪市中央町に庁舎を新築移転[18]。
- 1980年（昭和55年）2月1日 - 庁舎を改築、新庁舎での業務開始。同年3月10日に落成式挙行[19]。

### 伊賀支部・伊賀簡易裁判所

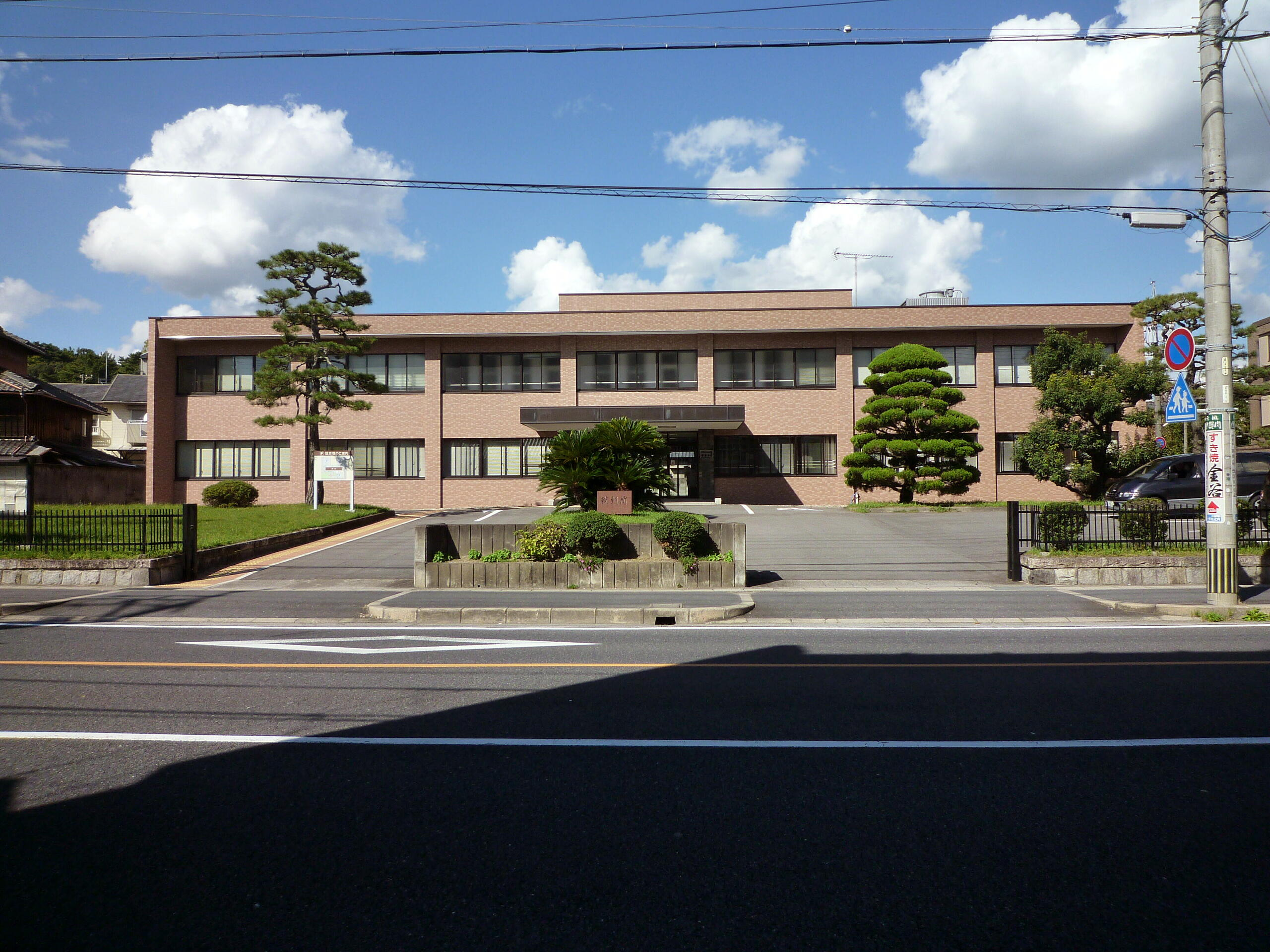
伊賀支部

- 1876年（明治9年）12月15日 - 上野区裁判所開庁、上野町大字丸之内の民家を庁舎にあてる。
- その後、丸之内に新庁舎を建設し移転する。
- 1882年（明治15年）1月1日 - 上野治安裁判所と改称[3]。
- 1890年（明治23年）11月1日 - 上野区裁判所と改称[4]。安濃津地方裁判所上野支部（乙号支部）を併置[20]。
- 1891年（明治24年）10月3日 - 安濃津地方裁判所上野支部を廃止[21]。
- 1894年（明治27年）1月4日 - 再び安濃津地方裁判所上野支部を設置、民事第一審の事務を取り扱う[22]。
- 1901年（明治34年）8月1日 - 安濃津地方裁判所上野支部を廃止[23]。
- 1925年（大正14年）頃 - 旧名古屋控訴院の古材を用い、庁舎を建設[24]。
- 1947年（昭和22年） - 上野区裁判所を上野簡易裁判所に改称[6]。津地方裁判所上野支部を併置、権限は乙号とする[17]。
- 1965年（昭和40年）9月 - 新庁舎建設のため、市民病院東の仮庁舎（旧市民病院跡）へ移転[25][26]。
- 1965年（昭和40年）12月7日 - 新庁舎の建設開始[26]。
- 1966年（昭和41年）10月 - 新庁舎が完成[25]、同年10月11日より新庁舎での業務開始（但し、同年10月6日の交通事件略式処理事務は新庁舎で行われた。）[26]、同年11月9日に落成式挙行[24][27]。
- 2004年（平成16年）11月1日 - 上野支部を伊賀支部、上野簡易裁判所を伊賀簡易裁判所へ改称[28][29]。

### 四日市支部・四日市簡易裁判所

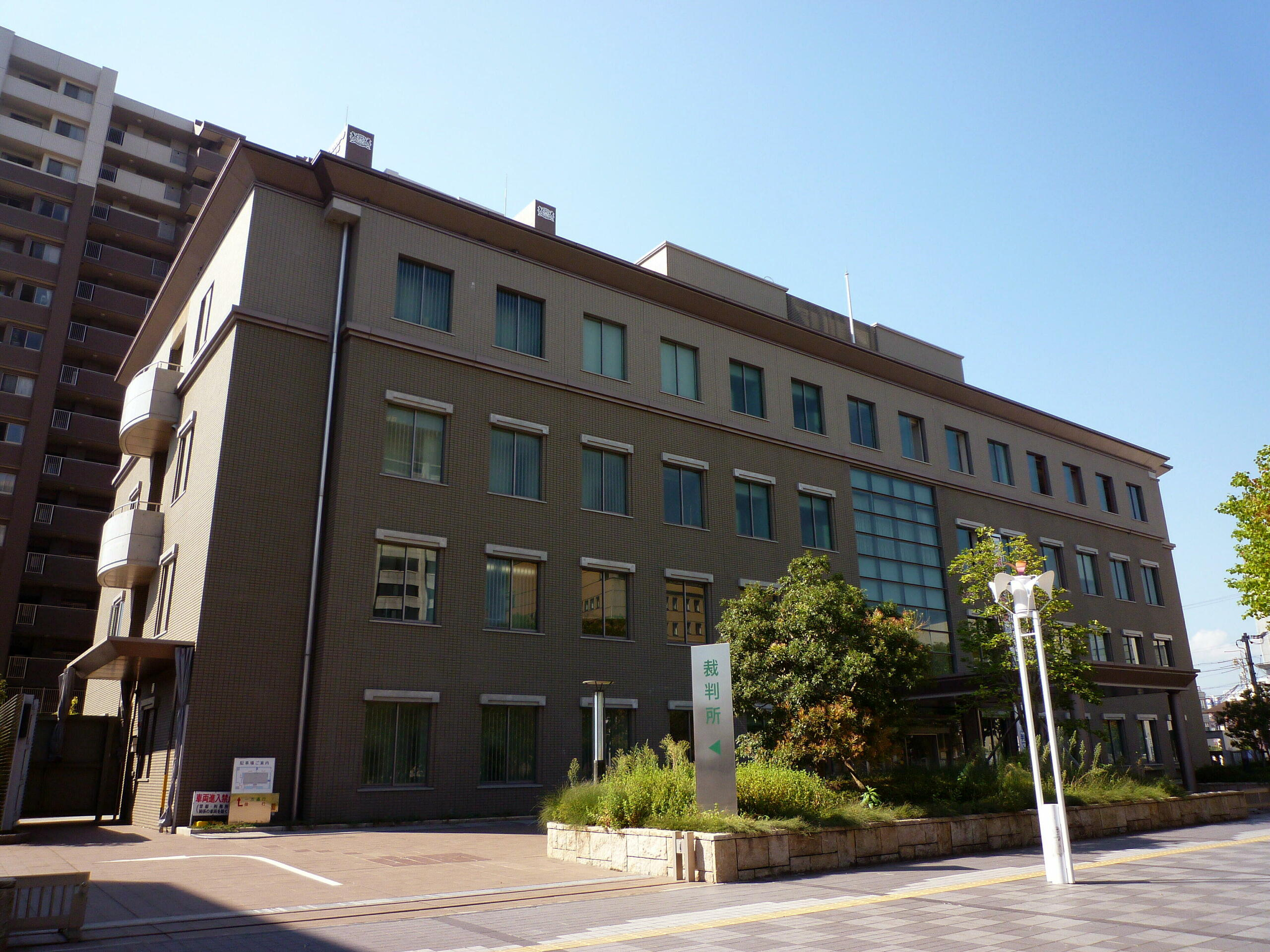
四日市支部

- 1876年（明治9年）12月18日 - 三重郡四日市堅町に名古屋裁判所管内四日市区裁判所として開庁[1][30][31][32]。
- 開庁後まもなくして農民一揆により、庁舎が焼失[1][31]。
- 1877年（明治10年）5月16日 - 三重郡四日市西町に庁舎を新築、同年9月6日に移転開庁[1][30][31][32]。
- 1882年（明治15年）1月1日 - 四日市治安裁判所と改称[3]。
- 1890年（明治23年）11月1日 - 四日市区裁判所と改称[4]。安濃津地方裁判所四日市支部を併置、権限は乙号とする[20]。
- 1893年（明治26年）2月1日 - 安濃津地方裁判所四日市支部で民事第一審の事務を取り扱い開始[33]。
- 1901年（明治34年）8月1日 - 安濃津地方裁判所四日市支部の予審事務休止[34]。
- 1903年（明治36年）6月1日 - 安濃津地方裁判所四日市支部の裁判事務休止[35]。
- 1913年（大正2年）4月21日 - 安濃津地方裁判所四日市支部を廃止[36]。
- 1918年（大正7年）7月15日 - 安濃津地方裁判所四日市支部を再設置[37]。
- 1947年（昭和22年） - 安濃津地方裁判所四日市支部を津地方裁判所四日市支部に改称、権限は乙号[17]。四日市区裁判所を四日市簡易裁判所に改称[6]。
- 1950年（昭和25年）10月1日 - 津地方裁判所四日市支部の権限を甲号に昇格[38]。
- 1958年（昭和33年）6月5日 - 四日市市錦町に新庁舎を建設、落成式を挙行[39]。
- 2002年（平成14年）4月14日 - 四日市市三栄町に新庁舎を建設、落成式を挙行[40]。

### 伊勢支部・伊勢簡易裁判所
- 1876年（明治9年）12月4日 - 度会郡山田岩淵町箕曲の三重県山田支庁（旧・度会県庁）内に名古屋裁判所山田支庁を設置[41]。
- 1877年（明治10年）8月10日 - 度会郡山田岡本町へ庁舎新築[41]。
- 1882年（明治15年）1月1日 - 山田始審裁判所と改称、山田治安裁判所を併置[3]。
- 1883年（明治16年）2月1日 - 山田始審裁判所を安濃津始審裁判所山田支庁と改称[42]。
- 1890年（明治23年）11月1日 - 安濃津始審裁判所山田支庁を安濃津地方裁判所山田支部と改称、権限を甲号とする[20]。山田治安裁判所を山田区裁判所と改称[4]。
- 1891年（明治24年）10月3日 - 安濃津地方裁判所山田支部の権限を乙号に降格[21]。
- 1893年（明治26年）2月1日 - 安濃津地方裁判所山田支部で民事第一審の事務を取り扱い開始[33]。
- 1901年（明治34年）8月1日 - 安濃津地方裁判所山田支部の予審事務休止[34]。
- 1903年（明治36年）6月1日 - 安濃津地方裁判所山田支部の裁判事務休止[35]。
- 1913年（大正2年）4月21日 - 安濃津地方裁判所山田支部を廃止[36]。
- 1914年（大正3年）11月 - 庁舎移転改築[41]。
- 1918年（大正7年）7月15日 - 安濃津地方裁判所山田支部を再設置[37]。
- 1947年（昭和22年） - 安濃津地方裁判所山田支部を津地方裁判所宇治山田支部に改称、権限は乙号[17]。山田区裁判所を宇治山田簡易裁判所に改称[6]。
- 1955年（昭和30年）8月1日 - 宇治山田支部を伊勢支部に改称[43]。宇治山田簡易裁判所を伊勢簡易裁判所に改称[44]。
- 1968年（昭和43年）3月 - 現在地に新庁舎が完成、同年3月30日から新庁舎での業務開始。同年5月23日に落成式挙行[45]。
- 2010年（平成22年）現在、庁舎改築中。

### 熊野支部・熊野簡易裁判所

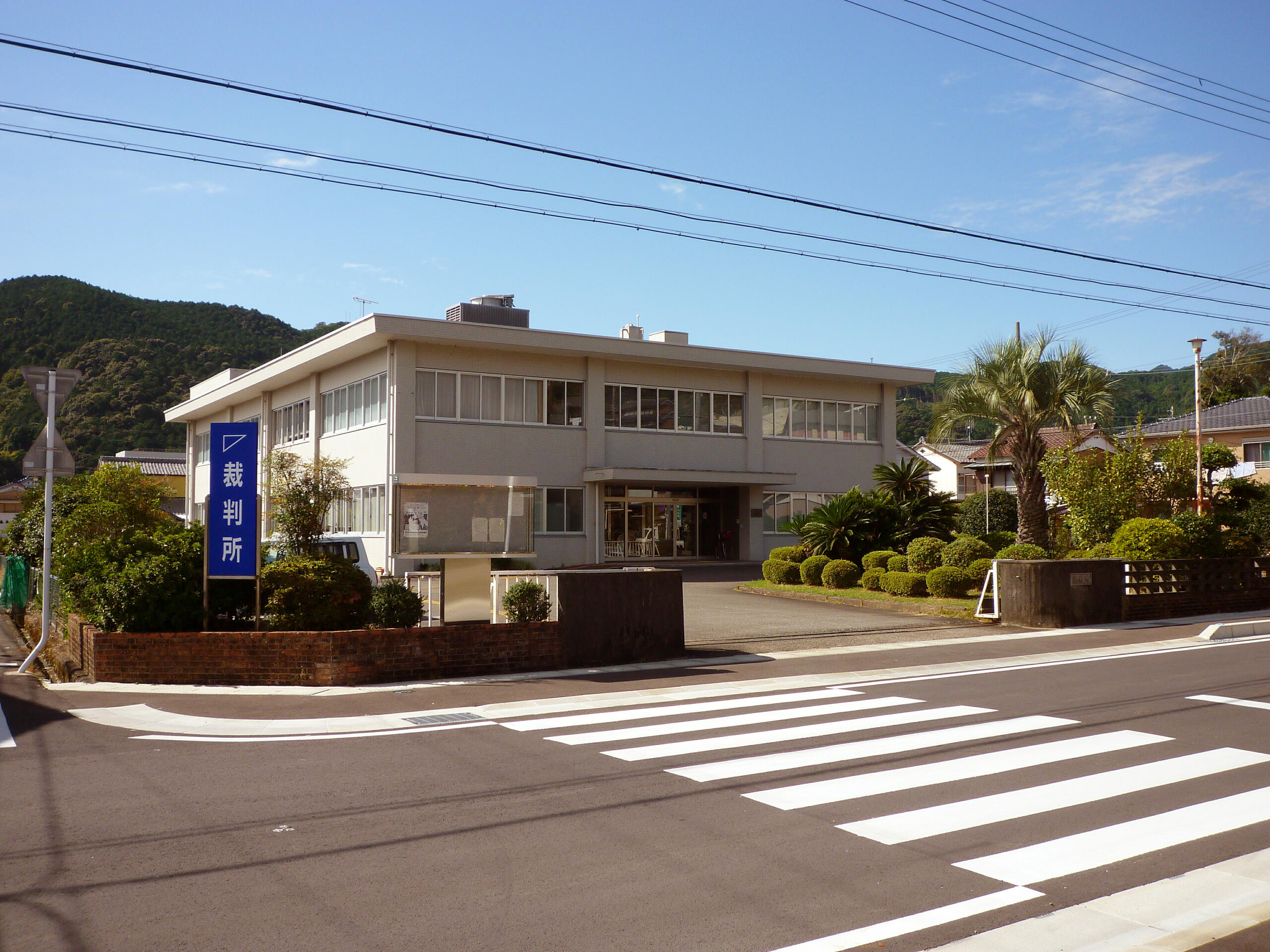
熊野支部

- 1886年（明治19年）頃 - 安濃津始審裁判所木本登記所を南牟婁郡役所内に設置[9]。
- 1888年（明治21年）11月15日 - 山田治安裁判所木本出張所に改称[10]。
- 1889年（明治22年）6月7日 - 南牟婁郡木本町字裏町に庁舎を新築移転[46]。
- 1890年（明治23年）11月1日 - 木本区裁判所と改称[4]。
- 1905年（明治38年）4月1日 - 刑事事務の取り扱い開始[47]。
- 1918年（大正7年）7月15日 - 安濃津地方裁判所木本支部開設[37]。
- 1947年（昭和22年） - 安濃津地方裁判所木本支部を津地方裁判所木本支部に改称、権限は乙号[17]。木本区裁判所を木本簡易裁判所に改称[6]。
- 1955年（昭和30年）8月1日 - 木本支部を熊野支部に改称[43]。木本簡易裁判所を熊野簡易裁判所に改称[44]。
- 1969年（昭和44年）4月1日 - 熊野市井戸町赤坂に庁舎を建設、新庁舎での業務開始。同年4月25日の落成式挙行[48]。

### 鈴鹿簡易裁判所

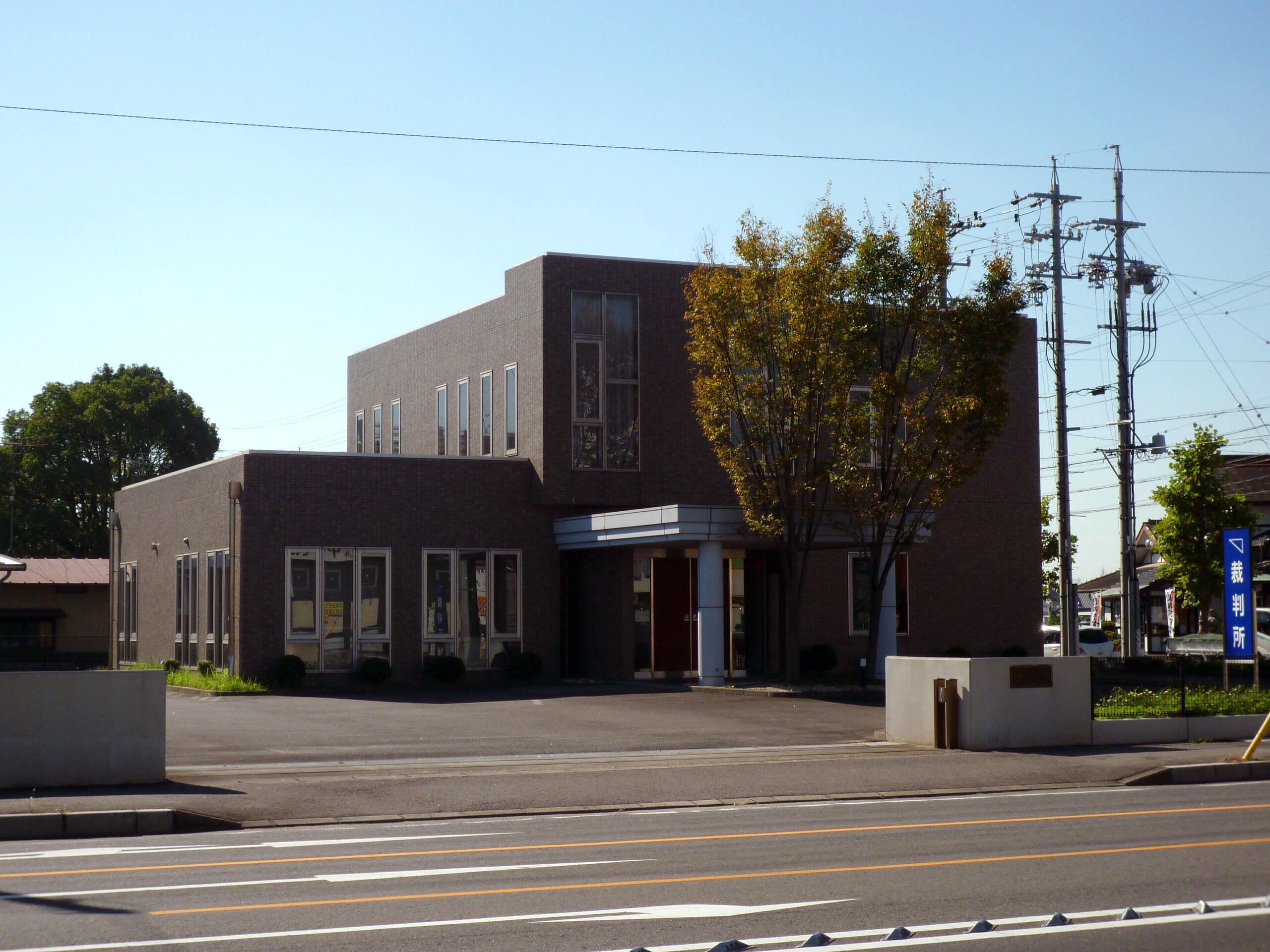
鈴鹿簡易裁判所

- 1886年（明治19年）頃 - 安濃津始審裁判所白子登記所を奄芸河曲郡役所内に設置[9]。
- 1888年（明治21年）11月15日 - 安濃津治安裁判所白子出張所に改称[10]。
- 1890年（明治23年）11月1日 - 安濃津区裁判所白子出張所に改称[49]。
- 1947年（昭和22年）5月 - 鈴鹿簡易裁判所を新設[50]。
- 1947年（昭和22年）11月 - 鈴鹿市白子町の河芸郡団体事務所庁舎内に開設[50]。
- 1954年（昭和29年）7月 - 鈴鹿市神戸矢田部町に庁舎を新築移転[50]。
- 1967年（昭和42年）11月 - 鈴鹿市神戸地子町（現・鈴鹿市神戸三丁目）に庁舎を新築移転、同年12月5日に落成式挙行[51]。
- 2000年（平成12年）3月 - 庁舎を新改築、同年5月17日に落成式挙行[52]。

### 桑名簡易裁判所

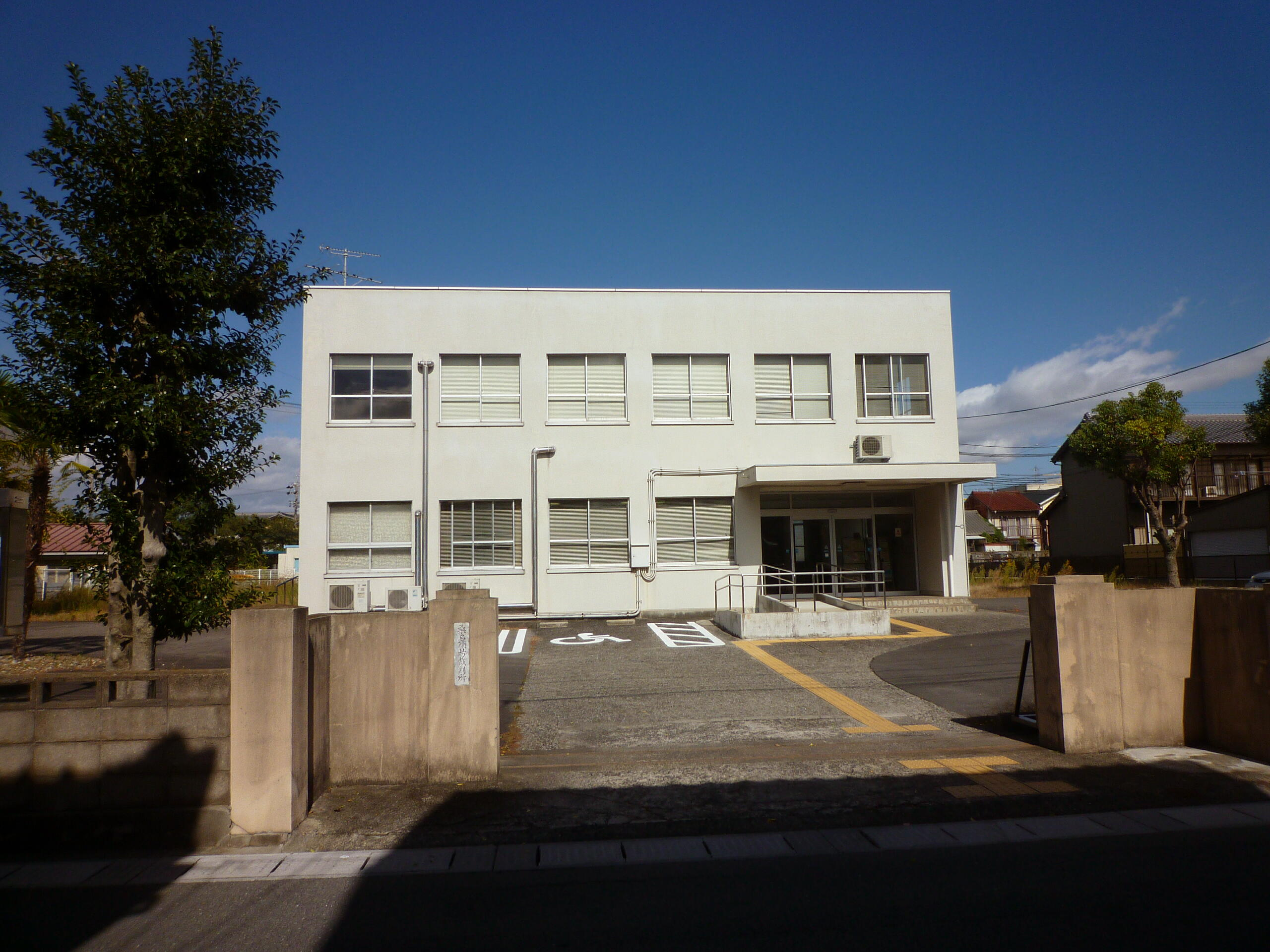
桑名簡易裁判所

- 1886年（明治19年）頃 - 安濃津始審裁判所桑名登記所を桑名郡役所内に設置[9]。
- 1888年（明治21年）11月15日 - 四日市治安裁判所桑名出張所に改称[10]。
- 1890年（明治23年）11月1日 - 四日市区裁判所桑名出張所に改称[49]。
- 1947年（昭和22年） - 桑名簡易裁判所が設置されることになるが、当初の事務は四日市簡易裁判所で取り扱われた[53]。
- 1947年（昭和22年）12月10日 - 桑名市寿町の会社倉庫を借り受けて事務を開始[53]。
- 1948年（昭和23年）6月25日 - 桑名市元赤須賀に庁舎新築着工[53]。
- 1948年（昭和23年）12月28日 - 庁舎竣工[53]。
- 1959年（昭和34年）10月 - 伊勢湾台風による庁舎被害で、事務を四日市簡易裁判所へ移転[53]。
- 1961年（昭和36年）1月 - 庁舎を修復および増築して、当庁での事務を再開[53]。
- 1971年（昭和46年）2月 - 桑名市吉之丸に庁舎を新築移転[53]。

### 尾鷲簡易裁判所

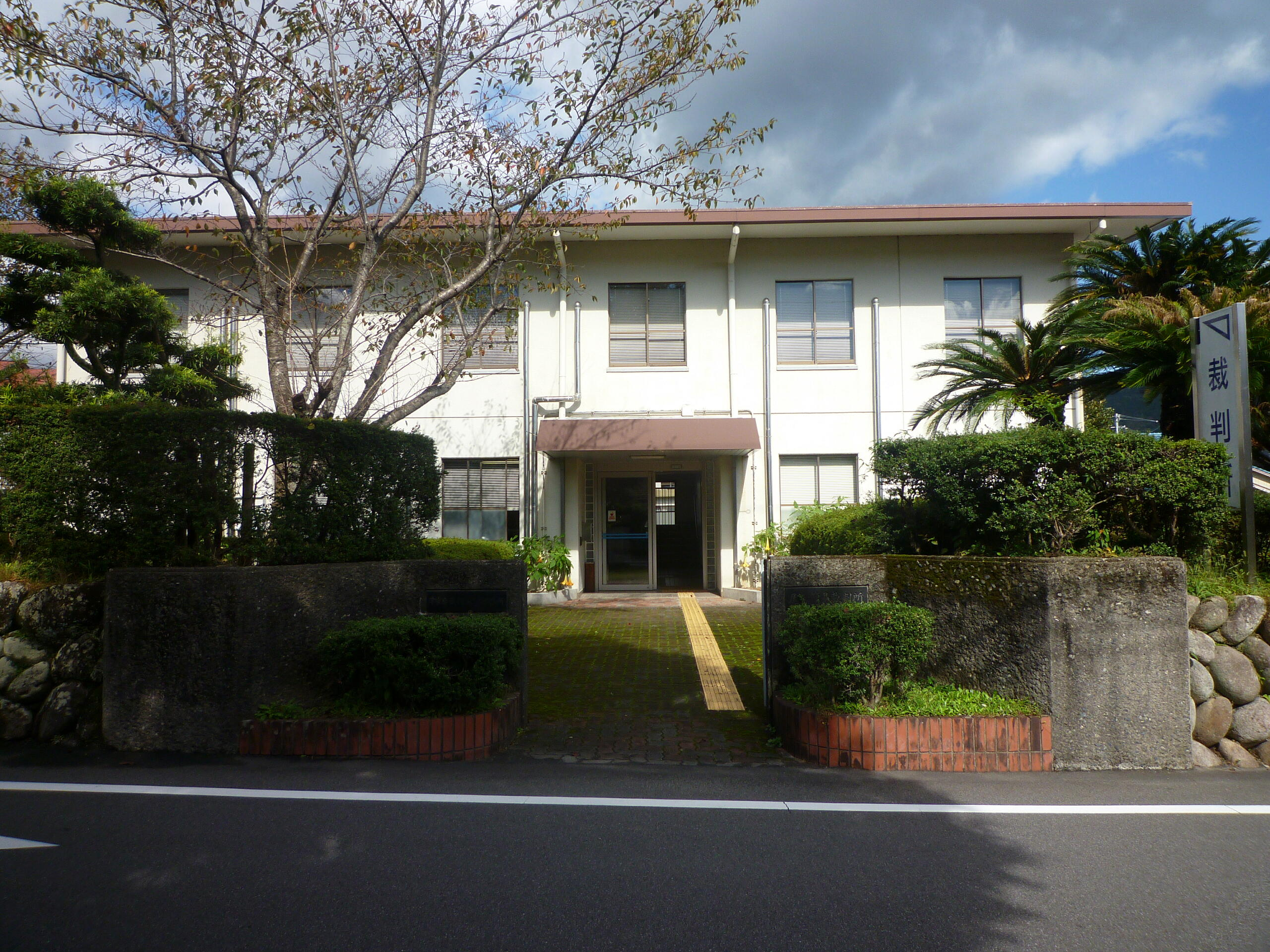
尾鷲簡易裁判所

- 1886年（明治19年）頃 - 安濃津始審裁判所尾鷲登記所を北牟婁郡役所内に設置[9]。
- 1888年（明治21年）11月15日 - 山田治安裁判所尾鷲出張所に改称[10]。
- 1890年（明治23年）11月1日 - 木本区裁判所尾鷲出張所に改称[49]。
- 1947年（昭和22年） - 尾鷲簡易裁判所を開設[6]、同年9月1日より町役場の一部を借用[54]。
- 1951年（昭和26年）1月1日 - 津家庭裁判所尾鷲出張所を併設[54]。
- 1978年（昭和53年）3月30日 - 新庁舎が完成、同年4月20日に完成式挙行[54]。

### 亀山簡易裁判所
- 1886年（明治19年）頃 - 安濃津始審裁判所亀山登記所を鈴鹿郡役所内に設置[9]。
- 1888年（明治21年）11月15日 - 安濃津治安裁判所亀山出張所に改称[10]。
- 1889年（明治22年）1月 - 亀山尋常小学校の前面に庁舎を新築移転、同年1月20日に開庁式を挙行[55]。
- 1890年（明治23年）11月1日 - 亀山区裁判所と改称[4]。
- 1899年（明治32年）3月16日 - 亀山区裁判所の裁判事務を安濃津区裁判所に移管[56]。
- 1913年（大正2年）4月21日 - 亀山区裁判所を廃止[15]。
- 1947年（昭和22年） - 亀山簡易裁判所を開設[6]、亀山旧館（現・亀山市本丸町）にあった図書館の一部を庁舎にあてる[57]。
- 1951年（昭和26年）7月 - 南崎の元実業学校跡に新築移転[58]。
- 1988年（昭和63年）5月1日 - 亀山簡易裁判所を廃止、津簡易裁判所に統合[59]。

### 鳥羽簡易裁判所
- 1886年（明治19年）頃 - 安濃津始審裁判所鳥羽登記所を答志英虞郡役所内に設置[9]。
- 1888年（明治21年）11月15日 - 山田治安裁判所鳥羽出張所に改称[10]。錦町の借家を庁舎とする[60]。
- 1889年（明治22年）11月30日 - 藤之郷に新庁舎落成[60]。
- 1890年（明治23年）11月1日 - 山田区裁判所鳥羽出張所に改称[49]。
- 1947年（昭和22年） - 鳥羽簡易裁判所を開設[6]。ただし、庁舎が未設置であったため、事務は宇治山田簡易裁判所で行われた[60]。
- 1947年（昭和22年）12月20日 - 元神戸製鋼所鳥羽工場青年学校を借り受け事務を開始[60]。
- 1949年（昭和24年）1月25日 - 前年の12月24日に完成した新庁舎に移転[60]。
- 1988年（昭和63年）5月1日 - 鳥羽簡易裁判所を廃止、伊勢簡易裁判所に統合[59]。

### 大台簡易裁判所
- 1886年（明治19年）頃 - 安濃津始審裁判所天ヶ瀬登記所を天ヶ瀬村戸長役場に設置、安濃津始審裁判所野後登記所を野後村戸長役場に設置[61]。
- 1888年（明治21年）11月15日 - 天ヶ瀬登記所と野後登記所を統合、山田治安裁判所野後出張所に改称[10]。
- 1896年（明治29年）10月10日 - 野後出張所の管轄区域を一部分離し、山田区裁判所荻原出張所を設置[62]。
- 1947年（昭和22年） - 三瀬谷簡易裁判所を開設[6]。三瀬谷村大字上三瀬に庁舎を置く[63]。
- 1957年（昭和32年）5月1日 - 大台簡易裁判所に改称[64]。
- 1988年（昭和63年）5月1日 - 大台簡易裁判所を廃止、松阪簡易裁判所に統合[59]。
- 廃止後、旧大台簡易裁判所の施設と跡地を、三重県厚生農業協同組合連合会が買い取り改築、2002年（平成14年）に大台厚生病院が運営する奥伊勢健康センターとなる[65]。

## 歴代裁判所長
| 代 | 氏名       | 在任期間                | 出身校                 | 任官 （判事補）               | 前職                                            | 後職                 | 備考   |
| -- | ---------- | ----------------------- | ---------------------- | ----------------------------- | ----------------------------------------------- | -------------------- | ------ |
|    | 小林定雄   | 1947.11.10 - 1949.07.23 |                        |                               |                                                 | 奈良地家裁所長       |        |
|    | 野々山藤重 | 1949.07.23 - 1952.10.25 |                        |                               | 金沢地家裁所長                                  | 退官                 |        |
|    | 世古件逸郎 | 1952.10.25 - ????.??.?? | 東京帝大法律学科       | 1919年静岡地裁判事            | 名古屋家裁所長                                  |                      |        |
|    | 遠藤剛一   | 1954.07.16 - 1958.04.20 |                        |                               | 松江地家裁所長                                  | 岡山地裁所長         |        |
|    | 臼井龜太郎 | 1958.05.06 - 1961.05.21 | 中京法律学校中退       | 1953年5月名古屋家裁一宮支部長 | 金沢地裁所長                                    | 定年退官             |        |
|    | 高城運七   | 1961.05.22 - 1964.11.25 | 東京帝大法学部1924年卒 | 1926年東京区裁検事代理        | 富山地家裁所長                                  | 名古屋地裁所長       |        |
|    | 坂速雄     | 1964.12.01 - 1966.09.21 | 京都帝大法学部1931年卒 | 1932年予備判事                | 大阪地裁部総括判事                              | 大阪高裁部総括判事   |        |
|    | 服部高顯   | 1966.09.26 - 1968.03.21 | 東京帝大法学部1935年卒 | 1936年判事                    | 東京地裁部総括判事                              | 東京高裁部総括判事   |        |
|    | 荒川正三郎 | 1968.03.21 - 1970.03.20 | 東京帝大法学部1936年卒 |                               | 書記官研修所長                                  | 東京高裁部総括判事   |        |
|    | 古関敏正   | 1970.03.20 - 1972.05.15 | 東京帝大法学部1936年卒 |                               | 東京高裁判事                                    | 東京高裁部総括判事   |        |
|    | 枡田文郎   | 1972.05.15 - 1974.07.12 |                        |                               | 東京地裁部総括判事                              | 東京高裁判事         |        |
|    | 坂井芳雄   | 1974.07.12 - 1975.10.08 | 東大                   |                               | 書記官研修所長                                  | 京都家裁所長         |        |
|    | 高澤新七   | 1975.10.08 - 1977.09.13 | 中大法学部1940年卒     | 1942年判事                    | 名古屋高裁部総括判事                            | 名古屋地裁所長       |        |
|    | 村岡二郎   | 1977.09.13 - 1980.02.25 |                        |                               | 東京高裁判事                                    | 東京高裁判事         |        |
|    | 舘忠彦     | 1980.02.25 - 1981.11.01 |                        |                               | 福岡高裁宮崎支部長                              | 名古屋高裁部総括判事 |        |
|    | 中村修三   | 1981.11.01 - 1983.04.01 | 東大法学部1949年卒     | 1953年熊本地家裁              | 東京高裁判事                                    | 司法研修所教官       |        |
|    | 吉田誠吾   | 1983.04.01 - 1986.04.01 |                        | 1951年大分地家裁              | 釧路地家裁所長                                  | 名古屋高裁部総括判事 |        |
|    | 中田四郎   | 1986.04.01 - 1988.03.04 |                        | 1951年神戸地家裁              | 名古屋高裁部総括判事                            | 名古屋家裁所長       |        |
|    | 岡田潤     | 1988.03.04 - 1989.09.04 | 東北大法学部1953年卒   | 1958年札幌地家裁              | 書記官研修所長                                  | 司法研修所教官       |        |
|    | 龍前三郎   | 1989.09.04 - 1992.04.01 | 中大法学部1955年卒     | 1957年釧路地家裁              | 東京高裁判事                                    | 退官                 |        |
|    | 中田耕三   | 1992.04.01 - 1993.09.13 | 阪大法学部1957年卒     | 1960年名古屋地家裁            | 大阪法務局長→1992.02.01大阪高裁判事             | 奈良地家裁所長       |        |
|    | 本吉邦夫   | 1993.09.13 - 1995.01.20 | 東大法学部1957年卒     | 1960年大阪地家裁              | 名古屋高裁部総括判事                            | 千葉家裁所長         |        |
|    | 宮本増     | 1995.01.20 - 1996.09.10 | 金沢大法学部1958年卒   | 1960年広島地家裁              | 札幌高裁部総括判事                              | 名古屋高裁部総括判事 |        |
|    | 河野信夫   | 1996.09.10 - 1998.03.20 | 中大法学部             | 1965年横浜地裁                | 東京高裁判事                                    | 東京高裁部総括判事   |        |
|    | 根本眞     | 1998.03.20 - 1999.04.08 | 早大法学部             | 1965年札幌地裁                | 静岡地家裁浜松支部長                            | 大阪高裁部総括判事   |        |
|    | 福田晧一   | 1999.04.08 - 2001.02.28 | 中大法学部             | 1968年福岡地裁                | 岐阜地裁部総括判事・岐阜家裁判事                | 名古屋高裁部総括判事 |        |
|    | 川原誠     | 2001.02.28 - 2002.03.10 | 名大法学部             | 1968年金沢地裁                | 福井地家裁所長                                  | 名古屋高裁部総括判事 |        |
|    | 羽渕清司   | 2002.03.10 - 2003.09.14 | 慶大法学部1963年卒     | 1970年京都地裁                | 横浜地家裁川崎支部長                            | 岐阜地家裁所長       |        |
|    | 前原捷一郎 | 2003.09.14 - 2006.02.28 | 東大法学部             | 1970年長崎地家裁佐世保支部    | 金沢家裁所長                                    | 名古屋高裁部総括判事 |        |
|    | 高田健一   | 2006.02.28 - 2008.03.31 | 中大法学部1969年卒     | 1974年岐阜地裁                | 裁判官訴追委員会事務局長→2006.02.21東京高裁判事 | 名古屋高裁部総括判事 |        |
|    | 下山保男   | 2008.03.31 - 2009.05.22 | 東大法学部1972年卒     | 1974年浦和地裁                | 高松家裁所長                                    | 名古屋高裁部総括判事 |        |
|    | 川合昌幸   | 2009.05.22 - 2010.06.23 | 東大法学部1975年卒     | 1977年東京地裁                | 大阪地裁部総括判事                              | 神戸地裁所長         |        |
|    | 林道春     | 2010.06.23 - 2011.12.19 | 名大法学部1973年卒     | 1975年名古屋地裁              | 山口地裁所長                                    | 名古屋高裁部総括判事 |        |
|    | 山下郁夫   | 2011.12.19 - 2013.4.10  |                        | 1979年大阪地裁                | 大阪地裁部総括判事                              | 大阪高裁部総括判事   |        |
|    | 藤山雅行   | 2013.4.10 - 2014.7.24   | 京大                   | 1978年東京地裁                | 横浜地家裁川崎支部長                            | 名古屋家裁所長       |        |
|    | 後藤博     | 2014.7.24 - 2015.6.8    |                        |                               | 東京地裁部総括判事                              | 名古屋家裁所長       |        |
|    | 大熊一之   | 2015.6.9 - 2017         |                        |                               | 東京地裁部総括判事                              | 東京高裁部総括判事   |        |
|    | 始関正光   | 2017 - 2018             | 関西大学法学部         |                               | 横浜地裁川崎支部長                              | 名古屋高裁部総括判事 |        |
|    | 多見谷寿郎 | 2018.7.10 - 2020.4.7    | 立命館大学法学部       | 1984年大阪地裁                | 福岡高裁那覇支部長                              | 依願退官             | [ 66 ] |
|    | 吉村典晃   | 2020.4.7 - 2021.11.16   |                        | 1986年東京地裁                | 広島家裁所長                                    | 名古屋高裁判事       | [ 67 ] |
|    | 筒井健夫   | 2021.11.16 - 2023.2.21  |                        | 1991年大阪地裁                | 東京地裁部総括判事                              | 名古屋高裁部総括判事 | [ 68 ] |
|    | 中村さとみ | 2023.2.21 -             |                        | 1991年東京地裁                | 千葉地裁部総括判事                              |                      | [ 69 ] |